# Звијер из Партриџ Крика
Звијер из Партриџ Крика (енгл. Partridge Creek Beast) је наводно криптид са подручја Партриџ Крика у Јукону (Канада). Бића слична овом су се виђала на подручју Аљаске и Сибира.

## Други називи
Овај криптид је знан још као Кератосаурус бореалис (енгл. Keratosaurus borealis).

## Опис криптида
Описује се као диносаур Теропод налик Цератосаурусу. Дуг је 15,23 метара, а тежак 40 тона. Има дуг реп широк 40,63 центиметара којег вуче за собом. Кожа је љускава, тамна и скоро црна. Има оштре зубе, и један рог на носу. Такођесе понекад наводи да има и чекиње по кожи. Главни плијен Звјери из Партриџ Крика лосови и остале врсте јеленова.

## Могуће објашњење овог криптида
Према изнесеним чињеницама у извјештајима о виђању овог криптида може се рећи да се ради о измишљеном догађају. У овим извјештајима су изнесени детаљи којима је приказан изглед врсте диносаура Цератосаурус насикорнис (лат. Ceratosaurus nasicornis) са почетка 20ог вјека. Данас знамо да је овакав описи ове врсте нетачан, јер Цератосаурус није био велики, троми, хладнокрвни, чудовишни гмизавац прекривене крљуштавом кожом као код гуштера и крокодила, који вуче реп иза себе. Осим тога у овом случају димензије овог криптида у поређењу са Цератосаурусом су драстично различите. Цератосаурус насикорнис је био дуг 6,1 метар и тежак између 275 до 452 килограма, док је Звијер из Партриџ Крика дуга 15,23 метара и тешка 40 тона, што је веома велика разлика.

## Хронологија сусрета са овим бићем и виђења
Биће је знано само из два наводна виђења са почетка 20. вјека.
- 1903. године Џејмс Левис Бутлер и Том Лимор су наводно видјели ово биће у близини мјеста гдје су камповали, док су били у лову на лосове у близини Клир Крика (енгл. Clear Creek). Такође су навели да су открили велике тропрсте отиске стопала (били су дуги 1,52 метра и 75 центиметара широки, са канџама дужине 30 центиметара) и улегнуће у коме је изгледа нешто велико лежало;
- 24. децембра 1907. године, на истом подручју су Џорџ Допи и француз Пијер Лавагнеик тврдили да су наводно видјели исто биће. У чељустима је носио тјело обољелог карибуа којег је претходно убио. Иза себе је оставио исте трагове као и прошли пут;